# Turrion Basso
Der Turrion Basso ist ein 2385 m s.l.m. hoher Berg im nördlichen Bereich der Brentagruppe im Trentino. Das Landschaftsbild um den isoliert stehenden Berg wurde mit dem des Monument Valley verglichen. Der Turrion Basso ist seit 2008 Teil des Adamello-Brenta UNESCO Global Geopark.

## Lage und Beschreibung
Der Berg erhebt sich etwas mehr als 200 m in einem weiten Becken auf der Hochalm Flavona südöstlich des Passo del Grostè (2442 m). Der in Nord-Süd-Richtung verlaufende spindelförmige Berg liegt im oberen Bereich des Valle di Santa Maria Flavona. Letzteres verläuft vom Tovelsee in südlicher Richtung bis zum Passo della Gaiarda (2242 m), eingebettet zwischen dem Massiv der Pietra Grande (2936 m) im Westen und dem Stock des Monte Fibion (2664 m) im Osten. An der Südseite des Turrion Basso grenzt ein breiter mit Gras bewachsener Einschnitt ihn vom Turrion Alto (2442 m) ab.
Zwei bedeutende in Nord-Süd-Richtung verlaufende Verwerfungen grenzen den Turrion Basso im Westen von der Hochfläche des Grosté und den Cime della Campa im Osten ab. Der Monolith besteht aus Kalk und Mergel der im Rhaetium gebildeten Zu-Formation. Letztere dominiert auf der Hochalm Flavona zwischen dem Turrion Alto und der Flavona-Alm. Strukturell wurde er als ein Überschiebungselement eines Gipfels interpretiert, so als ob er aus den darunter liegenden Gesteinsschichten herausgerissen wurde, auf denen er ruht. Seine Form verdankt er aber auch der Modellierung durch den Tovel-Gletscher. Aufgrund der stärkeren Fragmentierung des Gesteinsuntergrunds sind die den beiden Verwerfungen nächstgelegenen Bereiche stärker erodiert als der massive Turrion selbst.
Der Turrion Basso ist von besonderem geologischem Interesse und im Dossier für die Kandidatur des Naturparks Adamello-Brenta als UNESCO Global Geopark erwähnt. An seinem Standort lassen sich die Auswirkungen des Zusammenwirkens mehrerer geomorphologischer Faktoren wie Lithologie, Struktur, Gletscher und Karst bewerten. Im Bereich des Turrion Basso finden sich zudem zahlreiche Fossilien aus der Gattung der Megalodonten (Kuhtrittmuscheln).

## Stützpunkte und Routen
Der Turrion Basso ist von mehreren Ausgangspunkten zu erreichen. Von Norden gelangt man über das Nonstal, den Ort Tuenno und über das vom Tovelsee ausgehende Santa-Maria-Flavona-Tal bis zur Hochalm Campo Flavona und den Turrion Basso. Von Westen steigt man vom Passo Campo Carlo Magno (1682 m) zum Passo del Grostè auf und anschließend bis zum Turrion Basso ab. Der auf allen Seiten steil abfallende Berg, scheint auf den ersten Blick unzugänglich zu sein. An seiner Westseite kann er aber relativ einfach über einen kleinen Einschnitt im Grat mit einem kurzen Stück im Schwierigkeitsgrad UIAA I erstiegen werden. Als Stützpunkt bietet sich das Rifugio Graffer (2261 m) zwischen dem Passo Campo Carlo Magno und dem Passo del Grostè an. Nur eingeschränkte Übernachtungsmöglichkeiten besitzt dagegen die Spora-Alm (1855 m), die von Andalo (2261 m) aus in etwa 3 Stunden zu erreichen ist. Von der Spora-Alm führt ein Weg über den Passo della Gaiarda auf die Hochalm Campo Flavona.

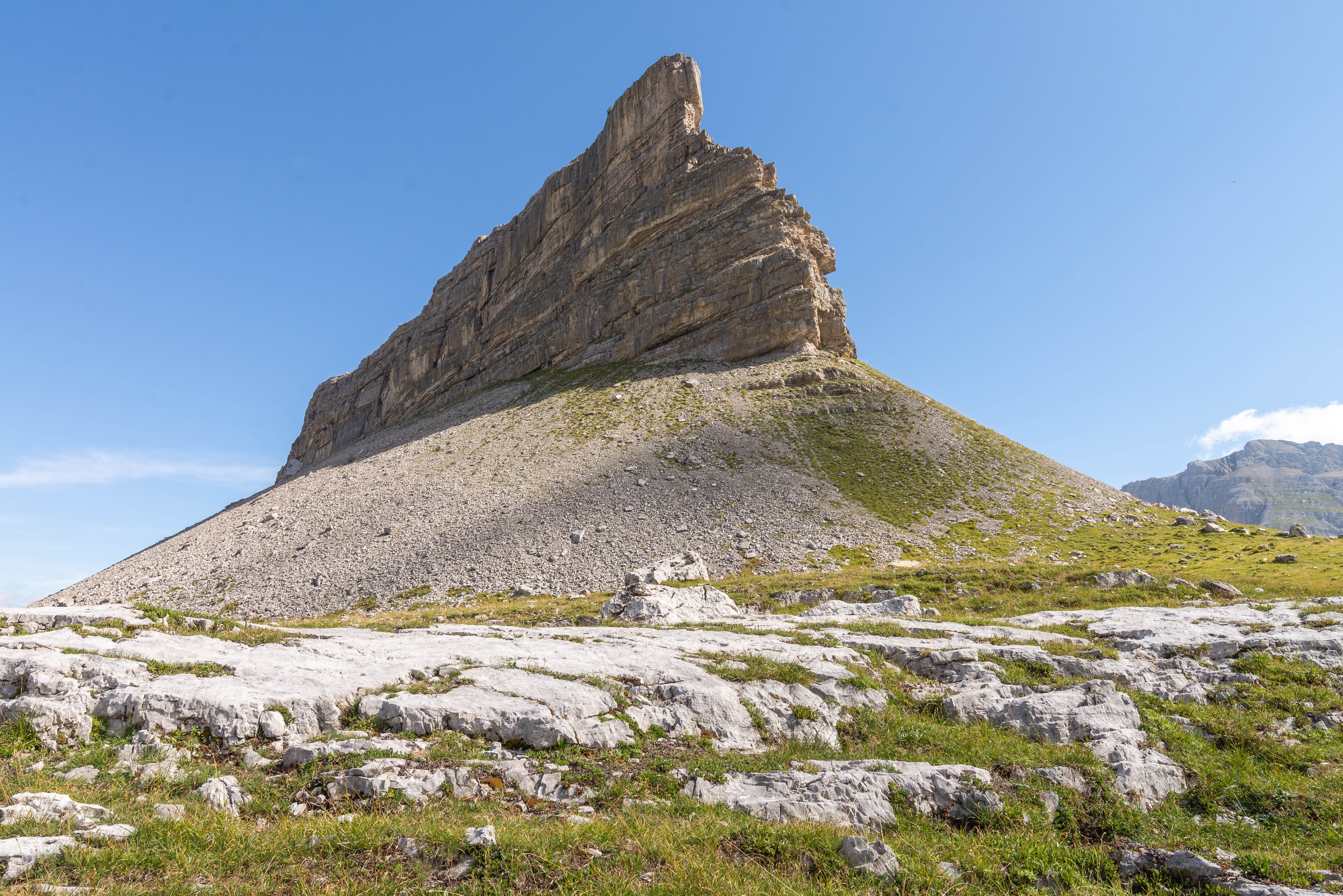
Die einem Schiffsbug ähnelnde Südseite des Turrion
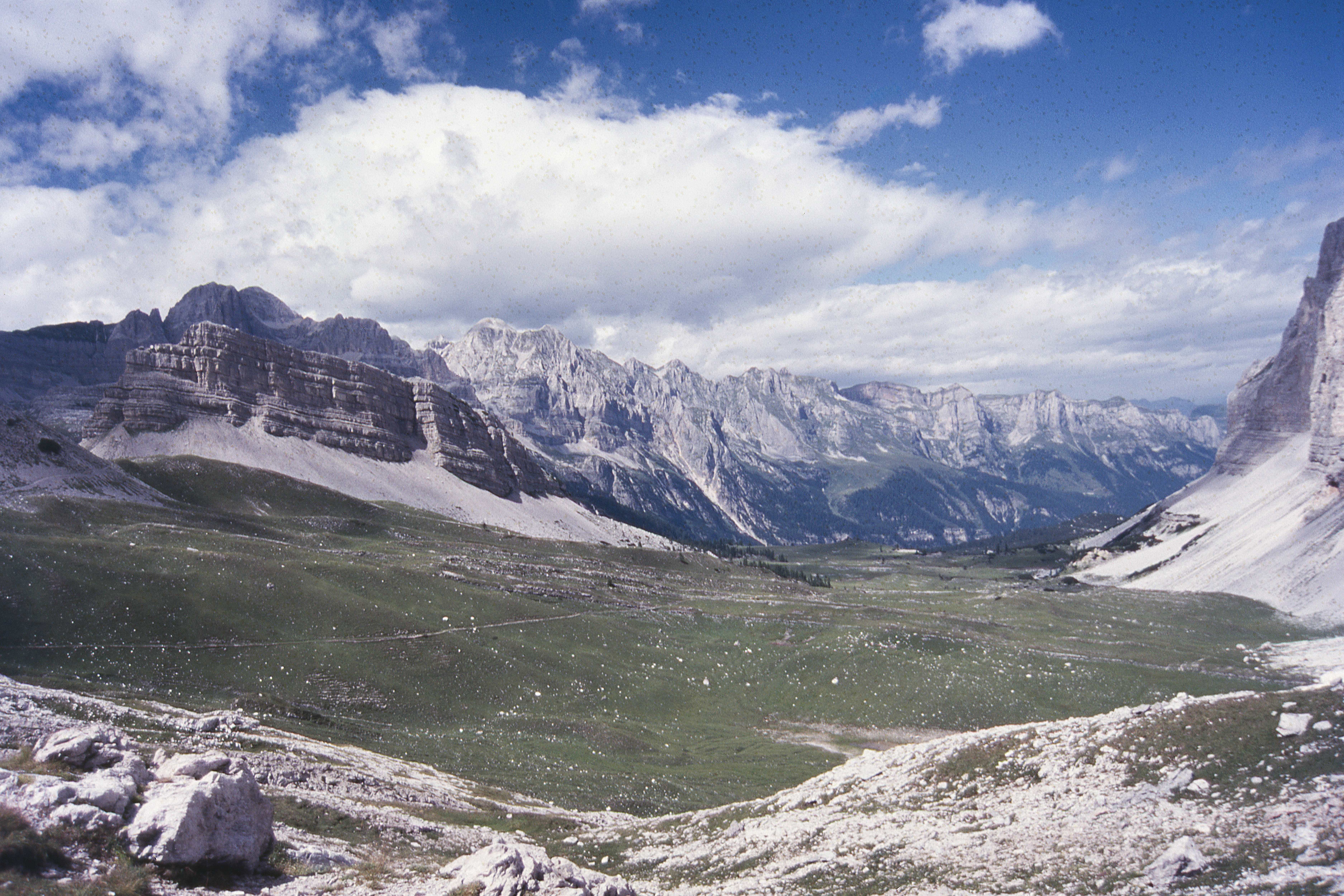
Campo Flavona mit der Ostseite des Turrion Basso links, eingerahmt von der Nordkette der Brenta und dem Massiv des Monte Fibion
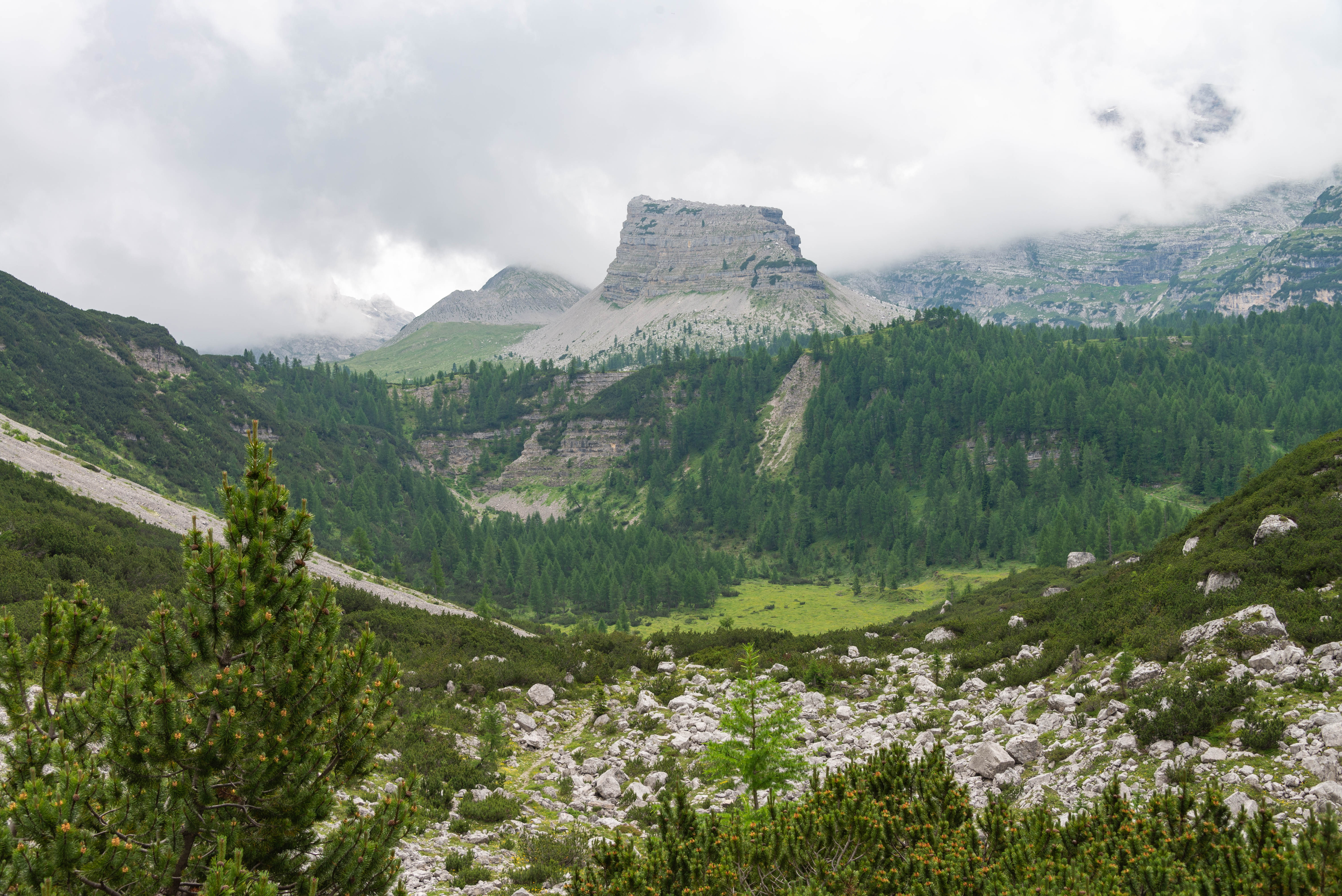
Der Turrion Basso vom Val Santa Maria Flavona, im Hintergrund der teils in Wolken liegende Turrion Alto